# Tulip Bubble
Tulip Bubble ist ein Brettspiel des japanischen Spieleentwicklers Kouyou, das 2017 im taiwanesischen Verlag Moaideas Game Design erschien. Das Spiel wurde 2017 in einer chinesisch/englischen Ausgabe veröffentlicht. Im gleichen Jahr erschien es in einer rein japanischen Version im Eigenverlag des Spieleentwicklers Sounds Good. Das Spiel behandelt die niederländische Tulpenmanie. Jeder der drei bis fünf Spieler spekuliert mit Tulpen und versucht, bis zum Ende einer nicht exakt bestimmten Anzahl von Runden das meiste Geld zu erwirtschaften.

## Thema und Ausstattung
Im Spiel übernimmt jeder Spieler die Rolle eines Händlers, der zur Zeit der niederländischen Tulpenmanie des 16. Jahrhunderts mit Tulpen spekuliert. Tulpen werden in drei verschiedenen Farben, rot, gelb und weiß, gehandelt und sind in fünf verschiedenen Stufen verfügbar, A, B1, B2, C1 und C3. Während jede Runde neue Tulpen gekauft und verkauft werden können, steigen oder sinken die Preise der Tulpen in Abhängigkeit von der Menge der verfügbaren Tulpensorten. Besonders begehrte Tulpen werden unter den Mitspielern versteigert, während andere zum Marktpreis verkauft werden. In jeder Runde wird eine der ausliegenden Ereigniskarte gezogen, die den Marktpreis einer oder mehrerer Tulpensorten ebenfalls steigen oder sinken lassen kann. Eine Karte löst das Platzen der Spekulationsblase aus und beendet das Spiel, danach sind alle Tulpen wertlos und der Spieler mit dem meisten Bargeld gewinnt.
Das Spielmaterial besteht neben der Spieleanleitung aus:
- einem Spielbrett
- 51 Tulpenkarten (17 Karten in drei verschiedenen Farben)
- 1 schwarze Tulpenkarte
- 8 Sammlerkarten
- 11 Markt-Ereigniskarten
- 3 Tulpenpreismarker
- 3 Startspielermarker
- 5 Spielerschirme in verschiedenen Farben
- 15 Bietmarker (je 3 in fünf verschiedenen Farben)
- Spielgeld in fünf verschiedenen Werten

## Spielweise

### Spielaufbau
Der obere Teil des Spielbretts besteht aus einer Preistabelle, die in sieben Preisstufen aufgeteilt ist. In dieser Tabelle werden zunächst zufällig die drei verschiedenen Tulpenpreismarker auf die Felder zwei bis vier gestellt. Unter diesen sind die Preise für die Qualitätsstufen (A, B und C) der jeweiligen Tulpen ablesbar, die Unterteilung der A- und B-Tulpen wirkt sich nicht auf die Preise aus. Steigt der Preis einer Farbe, steigt dieser also für alle Tulpen dieser Farbe. Der untere Teil des Spielfelds ist für die Marktereignisse reserviert. Die Ereigniskarte „Bubble Bust“, die die Spekulationsblase zum Platzen bringt, wird separat genommen und der Rest der Karten gemischt. Drei Karten werden zufällig genommen und in diese die Ereigniskarte „Bubble Bust“ gemischt und unter den Stapel gelegt. Es ist also nicht genau bestimmt, wann dieses Ereignis eintritt und das Spiel dadurch beendet wird. In der Mitte des Spielfelds ist ein Feld frei, wo die schwarze Tulpenkarte abgelegt wird. Diese kostet 120 Gulden, gelingt es einem Spieler zu einem Zeitpunkt, diese Blume zu kaufen, endet das Spiel sofort und dieser Spieler gewinnt das Spiel.
Rechts vom Spielfeld werden zwei mehr Tulpenkarten abgelegt, als Spieler teilnehmen. Die oberste Reihe besteht aus dem zukünftigen Markt, diese Tulpen können in der aktuellen Runde noch nicht erworben werden. In der mittleren Reihe ist der aktuelle Markt, mit den Tulpen dieser Runde. Die unterste Reihe besteht aus Tulpen, die von den Spielern in dieser Runde zum Marktpreis an die Bank verkauft wurden und von den Mitspielern aufgekauft werden können. Zu Beginn der Runde wird diese Reihe genau wie die mittlere Reihe mit der gleichen Anzahl Tulpen bestückt, da noch kein Spieler Tulpen verkaufen konnte. Links vom Spielfeld sind drei Stapel mit Tulpensammlern. Diese verlangen drei bestimmte Tulpensorten, die diese dann zum aktuellen Marktpreis mit einem zusätzlichen Bonus von entweder zehn, 15 oder 20 Gulden aufkaufen und dann als erledigtes Spielziel mit den Tulpenkarten beiseite gelegt werden.

### Spielablauf
Zu Beginn einer jeden Runde wird ein Marktereignis gezogen, die ein bestimmtes Ereignis auslöst, etwa das Steigen einer bestimmten Farbe um eine bestimmte Anzahl Stufen. Jeder Spieler legt anschließend beginnend mit dem Startspieler maximal zwei seiner Bietmarker auf die ausliegenden Tulpen der zweiten oder dritten Reihe. Nachdem jeder Spieler die Möglichkeit hatte Tulpenkarten zu kaufen, kann jeder Spieler in einer zweiten Runde nochmal einen Bietmarker auf die Karten legen. Beginnend mit 20 Gulden Startgeld werden die Tulpen nun an die Spieler verkauft. Wenn auf einer Tulpe lediglich einer geboten hat, bekommt dieser Spieler diese zum aktuellen Marktpreis. Haben mehrere Spieler ihren Marker auf eine Karte gelegt, wird die Karte unter diesen versteigert. Spieler müssen die Tulpen nicht vollständig bezahlen können, sie können diese auch von der Bank finanzieren lassen. Angezeigt wird dies, indem der noch zu zahlende Kaufpreis mit Münzen auf die Karte gelegt wird. In einer Auktion unterlegene Bieter erhalten eine Kompensation durch die Bank, in Höhe der Differenz von Auktionsergebnis und Marktpreis, bei mehreren unterlegenen Bietern wird diese Kompensation an alle verteilt. Zuletzt werden noch die Preise der Tulpen angepasst. Diejenige Tulpenfarbe, von der am meisten vorhanden sind, sinken zunächst um eine Stufe, diejenigen, von denen am wenigsten da sind, steigen danach. Alle nicht verkauften Tulpen der zweiten und dritten Reihe werden nun weggelegt. Die Tulpen des zukünftigen Markts werden nun in die mittlere Auslage gelegt und die oberste Reihe wieder mit den Tulpen der nächsten Runde bestückt. Der Startspielermarker geht zum nächsten über und die nächste Runde beginnt.
Nun beginnt die Runde erneut mit einer Ereigniskarte. Jeder Spieler kann nun eine beliebige Anzahl seiner Karten an die Bank oder einem Sammler verkaufen. Die an die Bank verkauften werden in der dritten Reihe abgelegt, die an Sammler verkauften Tulpen werden zusammen mit diesen aus dem Spiel entfernt. Um finanzierte Tulpen allerdings an einen der Sammler verkaufen zu können, muss man diese erst bei der Bank auslösen. Schafft es ein Spieler die von den Sammlern verlangte Kombination aus Tulpen zu bekommen, kann er diese an denjenigen verkaufen und erhält zusätzlich den entsprechenden Bonus. Nach der Verkaufsphase beginnt erneut die Kaufphase.

### Spielende
Das Spiel dauert solange, bis entweder einer der Spieler die schwarze Tulpe kauft oder das Marktereignis der platzenden Tulpenblase („Bubble bust“) eintritt. In beiden Fällen endet das Spiel sofort, im letzten Fall sind alle Tulpen, die die Spieler noch auf der Hand halten plötzlich wertlos und es gilt das reine Bargeld, das man noch auf der Hand hält.

## Entwicklung und Rezeption
Das Spiel wurde von dem japanischen Spieleautor Kouyou entwickelt und 2017 veröffentlicht. In Japan erschien es in einer rein japanischen Ausgabe im Verlag Sounds Good. Im gleichen Jahr erschien es auch in einer chinesisch/englischen Ausgabe im taiwanesischen Verlag Moaideas Game Design. Das Spiel wurde überwiegend positiv aufgenommen und erregte Aufsehen, weil der Verlag auch auf den Internationalen Spieltagen 2017 in Essen vertreten war.